# Vodice pri Kalobju
Vodice pri Kalobju – wieś w Słowenii, w gminie Šentjur. W 2018 roku liczyła 71 mieszkańców.